# Канили (Терамо)
Канили (итал. Canili) је насеље у Италији у округу Терамо, региону Абруцо.
Према процени из 2011. у насељу је живело 15 становника. Насеље се налази на надморској висини од 906 м.